# Washingtonville (Nowy Jork)
Washingtonville – wieś w Stanach Zjednoczonych, w stanie Nowy Jork, w hrabstwie Orange.